# Sierra Madre (Califòrnia)
Sierra Madre (en anglès: Sierra Madre, California) és una ciutat del Comtat de Los Angeles, Califòrnia, Estats Units. En el cens de 2010 consta que tenia 10.917 habitants. Aquesta ciutat està als foothills of the San Gabriel Valley a la vora sud de l'Angeles National Forest. Pasadena i Altadena es troben a l'oest amb Arcadia al seu sud i est. Sierra Madre és coneguda en anglès com "Wisteria City", i el segell de la ciutat està decorat amb aquest tipu de planta enfiladissa.

## Història
Aproximadament l'any 500 les tribus ameríndies Tongva, van migrar des de la zona de Mojave a l'actual Comtat de Los Angeles, (incloent el San Gabriel Valley). El seu idioma era d'origen azteca (Uto-Aztecan Shoshonean). Al segle xvi hi havia 25 poblacions Tongva ambs uns 400 habitants en total. El 1769, van arribar-hi els primers colons espanyols i aleshores hi vivien una 5000 Tongva distribuïts en 31 poblacions. Dos anys més tard es va fundar la, Missió Sant Gabriel Arcàngel a l'actual Montebello causant una ràpida aculturació de les comunitats Tongva. Els Tongvas es van integrar a la cultura de la missió i la tribu els espanyols els van canviar de nom a Indis Gabrielino
Benjamin "Don Benito" Wilson utilitzant treballadors mexicans i xinesos, expandí el ferrocarril Mount Wilson el 1864. El 2 de febrer de 1907 es va votar per incorporar, com ciutat, de manera oficial Sierra Madre, tenia 500 persones.
Sierra Madre està històricament lligada a les instal·lacions tursítiques de muntanya de les Muntanyes San Gabriel i la seva vall. El Sierra Madre Villa Hotel va ser un pioner en el turisme d'estiu ja a finals del segle xix.
El Harvard College establí el primer Observatori Mont Wilson el 1889.
El 14 de maig de 1942 es va desplaçar la població japoneso-americana de Sierra Madre cap a Tulare, Califòrnia.
L'àrea de protecció de la natura Sierra Madre Historical Wilderness Area es va establir l'any 1968.

## Geografia i clima
Sierra Madre es troba a 34° 9′ 53″ N, 118° 3′ 3″ O / 34.16472°N,118.05083°O (34.164806, -118.050907).
La ciutat té una superfície de 7.7 km².
Sierra Madre té els estius càlids i secs i els hiverns frescos i humits (clima mediterrani). La pluviometria anual és de 575 litres, la majoria cauen entre novembre i març.